# رو ته هیون
رو ته هیون (کره‌ای: 노태현؛ زادهٔ ۱۵ اکتبر ۱۹۹۳) خواننده و رقصنده اهل کره جنوبی است. او در ۲۴ ژانویه ۲۰۱۹ با انتشار آلبوم چندآهنگه تولد فعالیت انفرادی خود را آغاز کرد.